# Yodobashi Camera
Yodobashi Camera Co., Ltd. (jap. 株式会社ヨドバシカメラ) – japońska sieć sklepów detalicznych z elektroniką użytkową.
Sprzedaż Yodobashi Camera zajmuje wysokie miejsce w Japonii wśród sprzedawców elektroniki użytkowej z 24 sklepami w maju 2021 roku. W ciągu ostatnich kilku lat stał się silnym sprzedawcą internetowym w Japonii.
Melodia „Battle Hymn of the Republic” została wykorzystana jako motyw przewodni sklepów Yodobashi Camera.